# 组合计数
组合计数是组合数学中最基本也是最古老的内容之一。研究的最基本问题是：满足特定条件下的计数对象的数目。所运用的方法，较古典的有生成函数、组合双射、分析等，近代则有大量概率论、现代代数结构的方法。